# Associação de Voleibol Amador de Antígua e Barbuda
A Associação de Voleibol Amador de Antígua e Barbuda  (em inglêsːAntigua-Barbuda Amateur Volleyball Association,ABAVA) é  uma organização fundada em 1986 que governa a pratica de voleibol em Antígua e Barbuda, sendo membro da Federação Internacional de Voleibol e da Confederação da América do Norte, Central e Caribe de Voleibol, a entidade é responsável por  organizar  os campeonatos nacionais de  voleibol masculino e feminino no país.